# Воля-Рихвальська
Воля-Рихвальська (пол. Wola Rychwalska) — село в Польщі, у гміні Рихвал Конінського повіту Великопольського воєводства.
Населення — 136 осіб (2011).
У 1975-1998 роках село належало до Конінського воєводства.

## Демографія
Демографічна структура станом на 31 березня 2011 року:
|          | Загалом | Допрацездатний вік | Працездатний вік | Постпрацездатний вік |
| -------- | ------- | ------------------ | ---------------- | -------------------- |
| Чоловіки | 77      | 15                 | 53               | 9                    |
| Жінки    | 59      | 12                 | 33               | 14                   |
| Разом    | 136     | 27                 | 86               | 23                   |